# جاكسون بالمر
جاكسون بالمر (بالإنجليزية: Jackson Palmer)‏ هو محامي وسياسي نيوزلندي، ولد في 1867، وتوفي في 1919. انتخب عضو مجلس النواب نيوزيلندا.